# Tebing Tinggi Uleh
Tebing Tinggi Uleh is een bestuurslaag in het regentschap Bungo van de provincie Jambi, Indonesië. Tebing Tinggi Uleh telt 1292 inwoners (volkstelling 2010).